# Dolichoderus imitator
Dolichoderus imitator é uma espécie de formiga do gênero Dolichoderus.